# Скрити
„Скрити“ (на английски: Hidden) е американски психологически трилър от 2015 г., написан и режисиран от братята Дъфър. Във филма участват Александър Скарсгард, Андрея Райзбъро и Емили Алин Линд. Това е последният филм на продуцента Ричард Занук, преди да започнат снимките на филма.